# Chatham (Míchigan)
Chatham es una villa ubicada en el condado de Alger, en el estado estadounidense de Míchigan. En el año 2010, la localidad tenía una población de 220 habitantes, con una densidad poblacional de 39.28 personas por kilómetro cuadrado.

## Geografía
Chatham se encuentra ubicada en las coordenadas 46°20′38.68″N 86°55′52.62″O / 46.3440778, -86.9312833. Según la Oficina del Censo, la localidad tiene un área total de 6,9 km² (2,7 mi²), de la cual 6,8 km² (2,6 mi²) es tierra y 0,1 km² (0 mi²) (0.75 %) es agua.

### Localidades adyacentes
El siguiente diagrama muestra las localidades en un radio de 40 kilómetros (24,9 mi) de Chatham.

## Demografía
En el 2000, la renta per cápita promedia del hogar era de $31 406, y el ingreso promedio para una familia era de $37 188. El ingreso per cápita para la localidad era de $19 779. En 2000, los varones tenían un ingreso per cápita de $28 125, contra $19 375 de las mujeres. Alrededor del 8.40 % de la población estaba bajo el umbral de pobreza nacional.